# Хартман I фон Верденберг
Хартман I фон Верденберг (нем. Hartmann I. von Werdenberg; ум. ок. 1271) — последний граф Крайбурга и Марквартштайна (1256—1259), граф фон Верденберг (1247—1258), граф фон Верденберг-Зарганс (с 1258).

## Биография
Сын Рудольфа I фон Верденберга (старшего сына Гуго фон Тюбингена, графа фон Монтфорт с 1208) и Клеменции фон Кибург.
В 1256 году женился на Елизавете, дочери и наследнице умершего в 1248 году Рапото III фон Ортенбурга, пфальцграфа Баварии, и по правам жены стал графом Крайбурга и Марквартштайна.
После смерти отца (до 1247) по результатам совершённого в 1258 году раздела с братом Гуго верденбергских владений получил южную часть, с резиденцией в основанном в 1260 году городе Зарганс.
В 1259 году продал графство Крайбург и другие бывшие владения покойного тестя герцогу Нижней Баварии Генриху XIII, который включил их в состав своего домена.

## Дети
- Рудольф II (ум. 1322), граф граф фон Верденберг-Зарганс
- Гартман, канонник в Бамберге
- Гуго, иоаннит, комтур в Веденсвиле.